# Гауро (Салерно)
Гауро је насеље у Италији у округу Салерно, региону Кампанија.
Према процени из 2011. у насељу је живело 807 становника. Насеље се налази на надморској висини од 319 м.